# Frankrikes herrlandslag i basket
Frankrikes basketlandslag representerar Frankrike i basketboll på herrsidan. Laget gick med i FIBA 1933 och har sedan dess deltagit i 38 av 40 EM-slutspel (1935-2017), åtta av 18 VM-slutspel (1950-2019) samt 10 av 20 OS-turneringar (1936-2020). 
Frankrike tog sin första stora mästerskapstitel när de vann Europamästerskapet i basket för herrar 2013.

## Mästerskapsresultat

### OS-turneringar
- 1936: 19-21
- 1948: Silver
- 1952: 8:a
- 1956: 4:a
- 1960: 10:a
- 1984: 11:a
- 2000: Silver
- 2012: 6:a
- 2016: 6:a
- 2020: Silver

### Världsmästerskap
- 1950: 6:a
- 1954: 4:a
- 1963: 5:a
- 1986: 13:e
- 2006: 5:a
- 2010: 13:e
- 2014: Brons
- 2019: Brons

### Europamästerskap
| - 1935: 5:a - 1937: Brons - 1939: 4:a - 1946: 4:a - 1947: 5:e - 1949: Silver - 1951: Brons - 1953: Brons - 1955: 9:a - 1957: 8:a | - 1959: Brons - 1961: 4:a - 1963: 13:e - 1965: 9:a - 1967: 11:a - 1971: 10:a - 1973: 10:a - 1977: 11:a - 1979: 8:a - 1981: 8:a | - 1983: 5:a - 1985: 6:a - 1987: 9:a - 1989: 6:a - 1991: 4:a - 1993: 7:a - 1995: 8:a - 1997: 10:a - 1999: 4:a - 2001: 6:a | - 2003: 4:a - 2005: Brons - 2007: 8:a - 2009: 5:a - 2011: Silver - 2013: Guld - 2015: Brons - 2017: 12:a |